# André Felix Nationalpark
Andre Felix Nationalpark er en nationalpark i Den Centralafrikanske Republik, der støder op til Radom Nationalpark i Sudan. Den blev grundlagt i 1960 og har et areal på 951 km2.

## Miljø
Parken består af en lavtliggende åben savanneskov i den nordlige del, bevokset med Bambusa, Isoberlinia og Terminalia. I den sydlige del har den mere højtliggende og tættere skov.
Parken er af BirdLife International blevet udpeget som et vigtigt fugleområde (IBA), fordi den understøtter betydelige bestande af Gulnæbbet Frankolin, rødstrubede biædere, sortbrystede barbeter, rævefalke, gulnæbbede tornskader, piapiaker, grønryggede eremomeler, purpurstære, brunisset spurvevæver, auroraastrild, gråastrild og brungumpet værling. Der er også forskellige pattedyr, herunder, lige uden for IBA mod nordvest, en isoleret bestand af stor kudu.